# Agabus pallidus
Agabus pallidus är en skalbaggsart som beskrevs av Omer-cooper 1931. Agabus pallidus ingår i släktet Agabus och familjen dykare. Inga underarter finns listade i Catalogue of Life.